# Consum específic de combustible
El consum específic de combustible és un concepte tècnic que s'utilitza per quantificar el rendiment energètic d'un motor en relació amb la seva potència o el seu empenyiment. Permet comparar el rendiment de motors diferents.
El consum específic de combustible és la massa de combustible que cal per proporcionar una certa potència o un cert empenyiment en un temps determinat. S'expressa:
- en g/(kW⋅h) - grams de combustible per quilowatt de potència i hora, o bé…
- en g/(kN⋅s) - grams de combustible per quilonewton i segon.

El consum específic de combustible depèn del disseny dels motors, car les diferències de consum específic de combustible entre motors que fan servir la mateixa tecnologia solen ser bastant petites.